# Formica (singolo)
Formica è un singolo della cantautrice italiana Angelina Mango, pubblicato il 7 gennaio 2022.

## Descrizione
Il brano, scritto dalla stessa cantautrice, è prodotto da Enrico Brun, Lugos.Luxd e dNoise.

## Video musicale
Il video musicale, diretto da Fabio Cotichelli, è stato pubblicato il 26 gennaio 2022 attraverso il canale YouTube della cantautrice.

## Tracce
Testi e musiche di Angelina Mango.
1. Formica – 2:53